# Chris Eigeman
Chris Eigeman, né le 1er mars 1965 à Denver, dans le Colorado, aux (États-Unis), est un acteur américain.

## Biographie
Acteur, il est surtout connu pour avoir interprété le rôle de Lionel Herkabe, le professeur de Malcolm et de ses camarades dans la série Malcolm.

## Filmographie
- 1990 : Metropolitan de Whit Stillman : Nick Smith
- 1992 : Red Dwarf (TV) : Arnold Rimmer
- 1993 : The Obit Writer
- 1994 : Barcelona : Fred Boynton
- 1995 : Kicking and Screaming : Max
- 1996 : Homicide (Homicide: Life on the Street) (série télévisée) : Jude Silvio
- 1997 : Highball : Fletcher
- 1997 : The Next Step : David
- 1997 : Mr. Jealousy : Dashiell Frank
- 1998 : Les Derniers jours du disco (The Last Days of Disco) : Des
- 1999 : Au-delà du réel : L'aventure continue (saison 5 épisode 15 : "The Outer Limits" ou "Chacun chez soi" ) (série télévisée) : Caleb Vance
- 2001 : The Gene Pool (TV) : Henry Fineman
- 2001 : It's Like, You Know... (série télévisée) : Arthur Garment
- 2001 : The Next Big Thing : Gus Bishop
- 2002 : The Perfect You : Jimmy
- 2002 : Sur le chemin de la guerre (Path to War) de John Frankenheimer (Téléfilm) : Bill Moyers
- 2002 : Coup de foudre à Manhattan (Maid in Manhattan) : John Bextrum
- 2003 : 7 Songs : Micah-Rock Star
- 2004 : Clipping Adam : Tom Sheppard
- 2004 : Gilmore Girls (série télévisée) : Jason Stiles
- 2005 : Malcolm (Malcolm in the Middle) (série télévisée) : Lionel Herkabe
- 2006 : The Treatment : Jake Singer
- 2007 : Turn the River (en) de Chris Eigeman : Mike Simms
- 2008 : Fringe (série télévisée) : David Esterbrook
- 2012 : Arbitrage de Nicholas Jarecki
- 2016 : Gilmore Girls : Une nouvelle année (série télévisée) : Jason Stiles

Réalisateur et scénariste
- 2007 : Turn the River (en)
- 2018 : Seven in Heaven